# Capella de l'Àngel
La Capella de l'Àngel és una obra de Monistrol de Montserrat (Bages) protegida com a Bé Cultural d'Interès Local.

## Descripció
Petita capella d'una sola nau capçada per un presbiteri semicircular al costat de ponent. Està reforçada amb dos massissos contraforts als murs exteriors la qual cosa accentua el caràcter de reduïdes dimensions de la construcció. La façana és molt simple car presenta un petit campanar d'una sola obertura al bell mig del teulat, una petita obertura d'arc de mig punt que il·lumina l'interior, i una porta allindada. La capella presideix tot el poble de Monistrol de Montserrat.

## Història
Aquesta petita construcció és obra de l'any 1630 i fou restaurada i condicionada de nou l'any 1979. És un dels molts edificis que proliferaren arreu de Catalunya durant els segles XVII i XVIII dedicats als nous cultes que apareixen aleshores.